# Lijst van rijksmonumenten in Gemonde
De plaats Gemonde telt 7 inschrijvingen in het rijksmonumentenregister. Hieronder een overzicht.
| Object                                                                 | Oorspronkelijke functie?  | Bouwjaar                     | Architect       | Locatie                 | Coördinaten?                  | Nr.?   | Afbeelding             |
| ---------------------------------------------------------------------- | ------------------------- | ---------------------------- | --------------- | ----------------------- | ----------------------------- | ------ | ---------------------- |
| Pastorie van de Sint-Lambertuskerk                                     | Kerkelijke dienstwoning   | 1913                         | Wolter te Riele | St.Lambertusweg 122     | 51° 37' 11" NB, 5° 21' 24" OL | 519909 | Meer afbeeldingen      |
| Sint-Lambertuskerk                                                     | Kerk en kerkonderdeel     | 1923-1924                    | Wolter te Riele | Twijnmeer 2             | 51° 37' 11" NB, 5° 21' 24" OL | 519910 | Meer afbeeldingen      |
| Grenspaal, in traditionele vormen                                      | Grensafbakening           | 1879                         |                 | Lambertusweg (bij)      | 51° 37' 11" NB, 5° 21' 23" OL | 519932 | Meer afbeeldingen      |
| Bijschuur bij pastorie                                                 | Boerderij                 | 1913                         | Wolter te Riele | St.Lambertusweg bij 122 | 51° 37' 11" NB, 5° 21' 25" OL | 525738 | Bijschuur bij pastorie |
| Voormalige kortgevelboerderij met dwarsdeel                            | Boerderij                 | 1841                         |                 | Mon Plaisir 17          | 51° 36' 31" NB, 5° 20' 42" OL | 526585 | Meer afbeeldingen      |
| Kortgevelboerderij, opgetrokken in ambachtelijk-traditionele bouwtrant | Boerderij                 | 1700-1799                    |                 | De Kaatse Hoeve 2       | 51° 37' 36" NB, 5° 21' 54" OL | 526616 | Meer afbeeldingen      |
| Ronde Molen                                                            | Industrie- en poldermolen | 1913 (bouw) 1925 (onttakeld) |                 | St.Lambertusweg bij 33  | 51° 36' 51" NB, 5° 21' 8" OL  | 527654 | Meer afbeeldingen      |